# Bakerella analamerensis
Bakerella analamerensis är en tvåhjärtbladig växtart som beskrevs av Simone Balle. Bakerella analamerensis ingår i släktet Bakerella och familjen Loranthaceae. Inga underarter finns listade i Catalogue of Life.